# Radikal 59
Radikal 59 mit der Bedeutung „Bart“ ist eines von 31 traditionellen Radikalen der chinesischen Schrift, die aus drei Strichen bestehen.
Das Zeichen ist ähnlich dem Katakanazeichen ミ „mi“.
Mit 8 Zeichenverbindungen in Mathews’ Chinese-English Dictionary kommt es nur sehr selten im Lexikon vor.

## Schriftzeichenverbindungen, die vom Radikal 59 regiert werden
| Striche | Zeichen     |
| ------- | ----------- |
| +0      | 彡          |
| +04     | 形 彣 彤    |
| +06     | 彥 彦       |
| +07     | 彧 彨       |
| +08     | 彩 彪 彫 彬 |
| +09     | 彭          |
| +10     | 彮          |
| +11     | 彯 彰       |
| +12     | 影          |
| +19     | 彲          |

 Im Unicodeblock Kangxi-Radikale ist das Radikal 59 unter der Codepointnummer 12.090 (U+2F3A) codiert.